# Thuja plicatoides
Thuja plicatoides là một loài thực vật hạt trần trong họ Cupressaceae. Loài này được Seneta mô tả khoa học đầu tiên năm 1981.